# Liste der Superintendenten und Generalsuperintendenten von Livland
Obwohl die Reformation in Livland schon in den 1520er und 1530er Jahren Fuß gefasst hatte, kam es bis zum Livländischen Krieg (1558–1583) nicht zu einer zentralen Organisation des evangelischen Kirchenwesens. Im zu Polen-Litauen gehörenden Herzogtum Livland wurde die Gegenreformation gefördert. Erst als die Schweden ab 1621 im Polnisch-Schwedischen Krieg große Teile Livlands eroberten und schließlich als Schwedisch-Livland bis 1721 ihrem Reich anschlossen, konnten sie einen Superintendenten einsetzen, der zusammen mit einem Konsistorium die Aufsicht über die Pröpste und Pfarrer führte. Er hatte seinen Sitz zuerst in Riga, später in Dorpat, wo auch das Konsistorium und die 1632 gegründete Universität ansässig waren, ab 1675 wieder in Riga. 1674 wurde das Amt in das eines Generalsuperintendenten umbenannt.
An den kirchlichen Strukturen änderte sich zunächst nichts, als das Gebiet ab 1700 von Russland besetzt und 1721 als Gouvernement Livland in das Zarenreich eingegliedert wurde. Auch das neue Statut der Evangelisch-Lutherischen Kirche in Russland von 1832 ließ das Amt des Generalsuperintendenten bestehen, das bis zur territorialen Neugliederung des Baltikums 1919 bestand.

## Superintendenten und Generalsuperintendenten in schwedischer Zeit
- 1622–1643: Hermann Samson
- 1648–1650: Johannes Laurentii Stalenus (1592–1651)[1]
- 1650:  Andreas Virginius (als Vizesuperintendent)
- 1651–1656: Zacharias Klingius  (1603–1671)[2]
- 1660–1664: Johannes Gezelius der Ältere
- 1665–1674: Georg Preuss (1619–1676)[3]
- 1674–1699: Johann Fischer
- 1700–1701: Jacob Lang (1648–1716)[4]
- 1701–1706: Nicolaus Bergius (1658–1706)[5]
- 1707–1710 Gabriel Skragge (1660–1710)[6]

## Generalsuperintendenten in russischer Zeit
- 1711–1736: Heinrich Brüningk (1675–1736)
- 1736–1744: Jakob Benjamin Fischer (1684–1744)[7]
- 1745–1770: Jakob Andreas Zimmermann (1706–1770)[8]
- 1771–1777: Jacob Lange (1711–1777)[9]
- 1777–1779: Christian Adolf Ludwig Dingelstädt (kommissarisch)
- 1779–1798: Christian David Lenz
- 1799–1803: Johann Danckwart (1747–1803)[10]
- 1803–1827: Karl Gottlob Sonntag
- 1828–1833: Karl Ernst von Berg (1773–1833)[11]
- 1834–1855: Gustav Reinhold von Klot
- 1855–1864: Ferdinand Walter
- 1864–1865: Paul Carlblom (1803–1872)[12]
- 1865–1881: Arnold Friedrich Christiani (1807–1886)[13]
- 1881–1888: Heinrich Otto Reinhold Girgensohn (1825–1888)[14]
- 1889–1900: Friedrich Hollmann
- 1901–1906: Gustav Axel Conrad Oehrn (1855–1922)[15]
- 1906–1919: Theophil Gaehtgens